# Mikeš, le chat

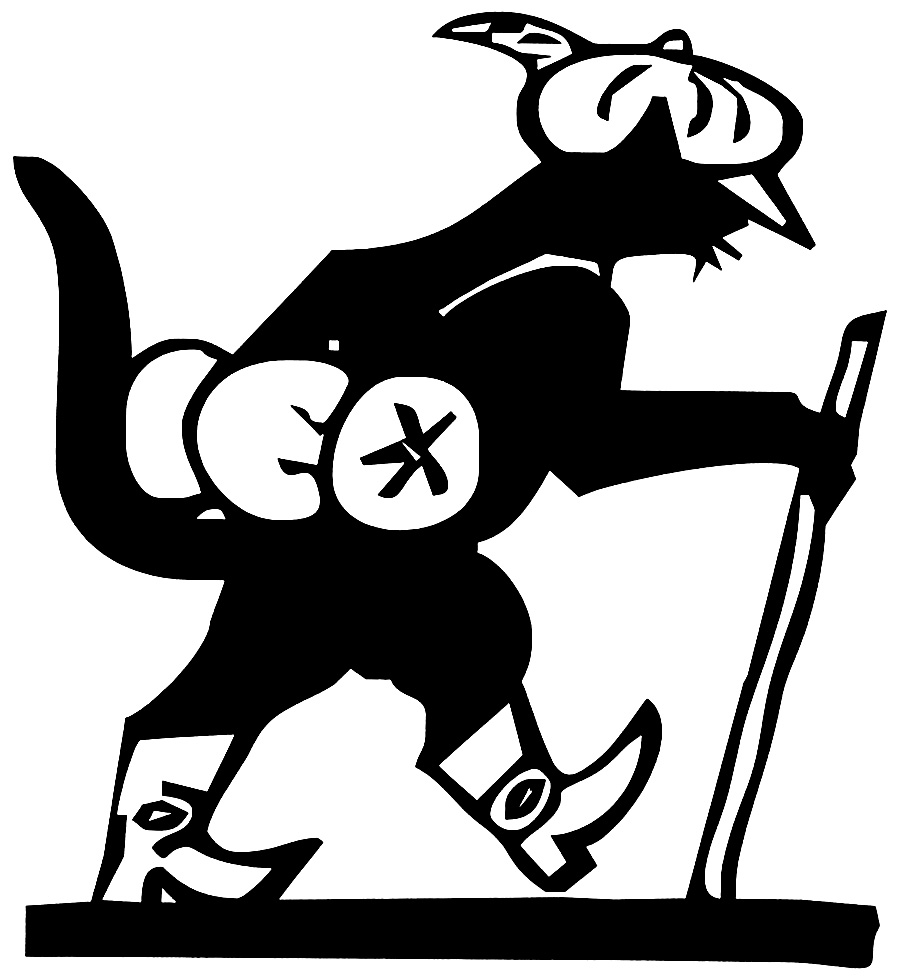
Mikeš, le chat

Mikeš est un livre pour enfants écrit et illustré par Josef Lada. Les tribulations d'un jeune garçon dénommé Pepík et de ses copains qui déambulent avec un chat noir appélé Mikeš.
Une grande partie du livre se déroule dans le village natal de l'auteur à Hrusice, en Tchéquie.
Le livre illustré sort pour la première fois dans les années 1934-1936.

## Adaptation
Le livre a été adapté à plusieurs reprises en série télévisée et en films d'animation.
- Kater Mikesch (Série TV en RFA, 1964)
- O Mikešovi (Série télévisée d'animation en Tchécoslovaquie, 1981)